# Savassi
Savassi est un quartier riche de la zone Sud de la ville de Belo Horizonte au Brésil.

## Toponymie
Son nom fait référence à une ancienne boulangerie homonyme qui se trouvait dans l'endroit dans les années de 1930.

## Localisation
Il se trouve dans la région du "Centre-Sud" de la ville étant très connu par ses nombreux magasins, ses bons restaurants et aussi par sa vie nocturne très animée, avec plusieurs bars, bistrots et boîtes de nuit, ce qui fait de la région un point de retrouvailles majeur de la jeunesse plus aisée de Belo Horizonte. Le quartier Savassi a subi des travaux de modernisation depuis l'année de 2010 et la nouvelle place Diogo de Vasconcelos (appelée Place de la Savassi par les habitants) a été inauguré au premier semestre de 2012, avec les quatre rues qui croisent la place transformées en zone piétonne. Le quartier abrite aussi de nombreuses banques, de bons hôtels et un centre commercial (Patio Savassi) avec plus de 130 magasins, des salles de cinéma parmi d'autres services, ce qui en fait un des meilleurs quartiers de la ville pour se loger. Le nouveau circuit culturel de la place de la Liberté est juste à quelques minutes à pied de la place de la Savassi et il offre plusieurs options de loisir dans des bâtiments historiques entièrement renouvelés pour accueillir des centres culturels, des musées, un planétaire, des restaurants, des magasins et des cafés. Le quartier Savassi est aussi très bien localisé, près du centre de la ville et des meilleurs quartiers résidentiels.